# Невидима рука ринку

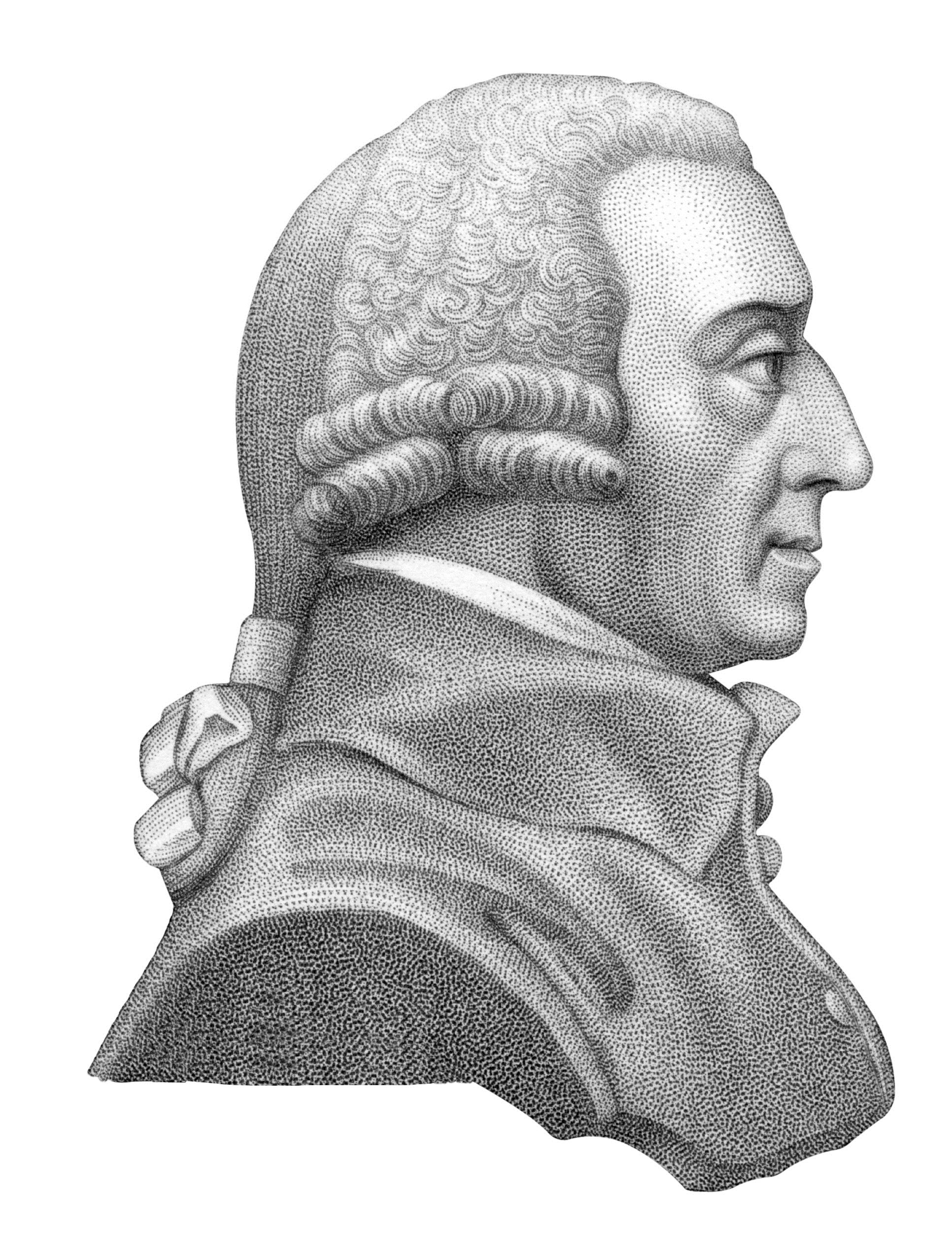
Адам Сміт — шотландський економіст XVIII, «батько» сучасної економічної теорії, автор концепції «невидимої руки ринку».

«Неви́дима рука́ ри́нку» (англ. invisible hand) — метафоричний опис здатності ринків до саморегулювання за допомогою цін. Авторство ідеї належить шотландському економісту XVIII ст., засновнику сучасної економічної теорії Адаму Сміту (Adam Smith).
Адам Сміт вбачав за невидимою рукою непереборну неперсоніфіковану силу, яка сприяє досягненню гармонії інтересів між особою і суспільством. Через це він вважав будь-яке втручання держави у вільну конкуренцію шкідливим.
В роботах «Теорія моральних почуттів» (1759 рік) і «Дослідження про природу і причини багатства народів» (1776 рік) фраза використана при описі механізму впливу індивідуальних інтересів на максимізацію суспільного багатства.
Фраза «невидима рука ринку» набула популярності серед економістів лише у XX ст., відтоді як Пол Семюельсон використав її у першому виданні підручника «Економікс» у 1948 р.

## Історія виникнення
Ідеї про раціональне впорядкування хаотичних систем, що лежали в основі метафори «невидимої руки», можна знайти в роботах Вільяма Петті і Джона Лока в XVII столітті. Філософи Шотландського Просвітництва, одним з яких був Адам Сміт, зробили основною темою своїх робіт думку про те, що вчинки індивідуумів можуть мати для суспільства позитивні наслідки, які зовсім не були метою або спонукальним мотивом тих, хто їх здійснює.
Вперше термін «невидима рука» був використаний в роботі А. Сміта «Теорія моральних почуттів»:
|  | Мабуть, якась невидима рука змушує їх брати участь в такому розподілі ресурсів, необхідних для життя, яке існувало б, якби земля була розподілена порівну між усіма людьми, що її населяють. Таким чином, без будь-якого навмисного бажання і зовсім того не підозрюючи, багатій служить суспільним інтересам і розможенню людського роду. |

## Інтерпретація

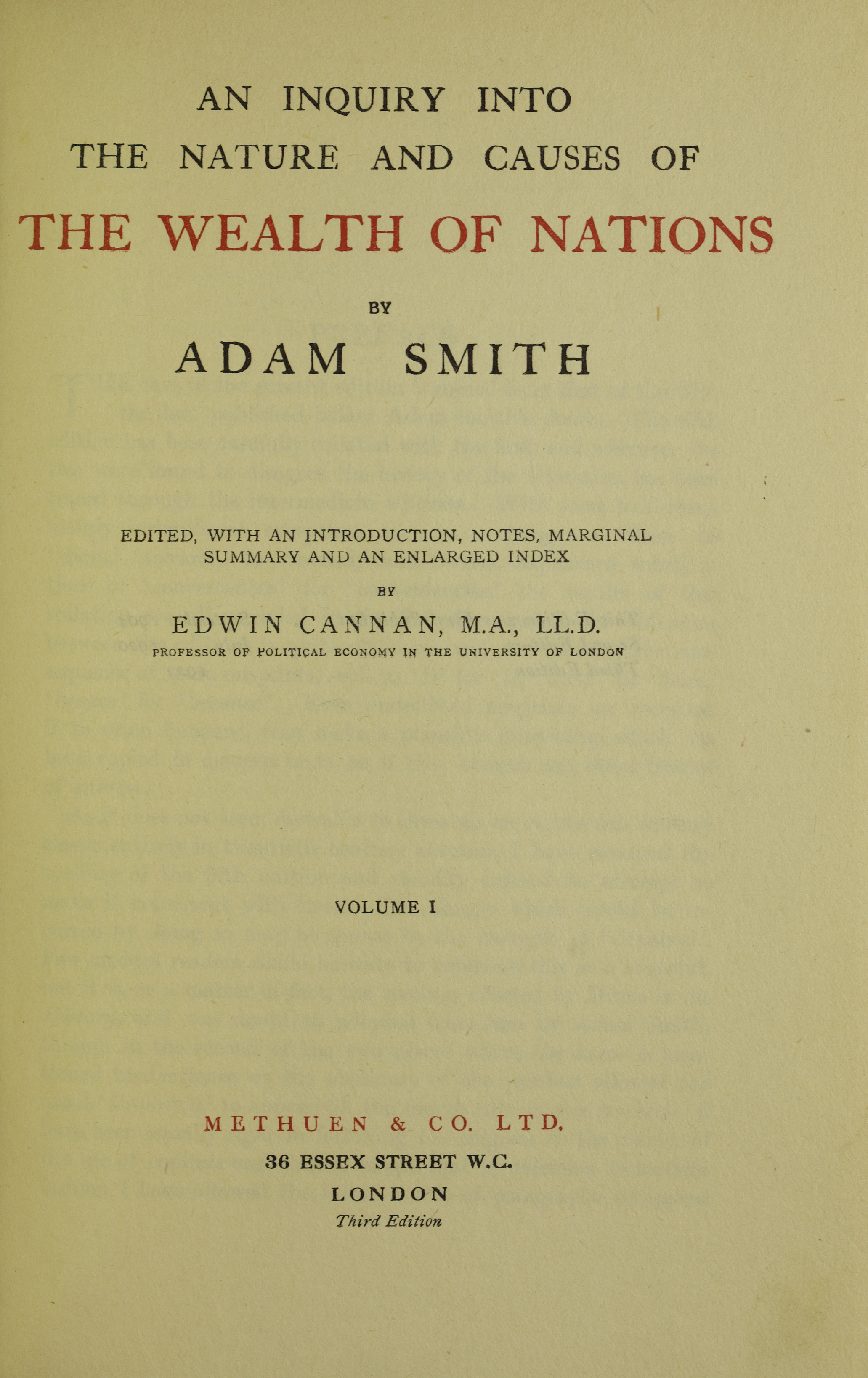
Обкладинка видання головної праці Адама Сміта «Дослідження про природу та причини багатства народів», 1922 р.

Сам Адам Сміт пояснює дію невидимої руки ринку так:
|  | Але не кожна людина використовує капітал на підтримку промисловості тільки заради прибутку, тому вона завжди буде намагатися використовувати його на підтримку тієї галузі промисловості, продукт якої буде мати найбільшу вартість і обмінюватися на найбільшу кількість грошей або інших товарів. Але річний дохід будь-якого суспільства завжди в точності дорівнює мінової вартості всього річного продукту його праці або, вірніше, саме і являє собою цю мінову вартість. І оскільки кожна окрема людина намагається за можливістю застосовувати свій капітал на підтримку вітчизняної промисловості і так направляти цю промисловість, щоб продукт її володів найбільшою вартістю, остільки він обов'язково сприяє тому, щоб річний дохід суспільства був максимально великий. Зрозуміло, зазвичай він не має на меті сприяти суспільній користі й не усвідомить, наскільки він сприяє їй. Віддаючи перевагу наданню підтримки вітчизняному виробництву, а не іноземному, він бере до уваги лише свій власний інтерес, і здійснюючи це виробництво таким чином, щоб його продукт володів максимальною вартістю, він переслідує лише свою власну вигоду, причому в цьому випадку, як і в багатьох інших, він невидимою рукою направляється до мети, яка зовсім і не входила в його наміри; при цьому суспільство не завжди страждає від того, що ця мета не входила в його наміри. Переслідуючи свої власні інтереси, він часто більш дійсним чином служить інтересам суспільства, ніж тоді, коли свідомо прагне робити це. |

|  | Ми сподіваємося отримати свій обід не тому, що продавці та виробники м'яса, пива і хліба доброзичливі до нас, а тому, що вони дбають про власну вигоду... Кожен індивід постійно докладає зусиль до того, щоб відшукати найвигідніше застосування своєму капіталу... Намагаючись отримати з цього виробництва продукт найбільшої вартості, він має свою особисту мету, і в цьому разі, як і в багатьох інших, його спрямовує невидима рука до результату, який не має нічого спільного з його намірами. |

## Ілюстрація дії невидимої руки

### Париж нагодований!
Фраза французького економіста Фредеріка Бастіа, яку він вигукнув, усвідомивши, що Париж забезпечений продовольством попри відсутність централізованого керування цим процесом. Джин Келлахан використав цю фразу Бастіа у своїй «Економіці для звичайних людей»:
|  | Ніхто не складав єдиний план завозу товарів для міста, але набір і обсяг товарів, які декларувалися у міських воріт, виявлялися приблизно "вірними". У XIX ст. французький економіст Фредерік Бастіа звернув увагу на це дивовижне явище, вигукнувши "Париж нагодований!" |

### Я, Олівець
Леонард Рід, засновник Фонду економічної освіти, видав у 1958 р. есе «Я, Олівець», яке написано від першої особи з погляду олівця. Олівець розповідає подробиці свого створення, перелічуючи свої складові (кедр, лак, графіт, металевий обідок, пемза, віск, клей) та різних людей, задіяних в його створенні, аж до прибиральника на фабриці та складовщика, який керує поставками в порт. Автор так описує дію невидимої руки ринку:
|  | Існує більш приголомшливий факт: відсутність єдиного повелителя, будь кого, хто б диктував або примусово керував всіма цими діями, що створюють мене. Неможливо знайти жодних ознак цієї людини. Натомість, ми з'ясовуємо, що тут діє Невидима рука. Урок, який я хочу вам надати, полягає у наступному: Не стримуйте жодні творчі ідеї. Просто організуйте діяльність суспільства в гармонії з цим уроком. Дозвольте законотворчому апарату суспільства усунути будь-які перешкоди. Дозвольте вільно рухатись та розвиватись цим творчим ноу-хау. Вірте, що вільні чоловіки та жінки підкоряться Невидимій руці. І ця віра виправдає себе. |

### Фрідріх Гаєк
Фрідріх Гаєк, осмислюючи роль економічної науки, так описує дослідження феномену невидимої руки ринку у роботі «Ринок та інші порядки»:
|  | … економічна теорія, завдяки тому, що неявно міститься у її положеннях, підійшла найближче за будь-яку іншу соціальну дисципліну до відповіді на центральне питання усіх суспільних наук: як може поєднання фрагментів знання, існуючого у різних головах, призводити до результатів, які, при усвідомленому прагненні до них, вимагали б від керуючого розуму таких знань, якими не може володіти жодна окрема людина. |

## Концепція «добре видимої руки»
Концепція «невидимої руки ринку» є широко розповсюдженою для пояснення принципу laissez-faire класичної економічної теорії (невтручання держави в економіку). Для опису різних варіантів втручання держави в економіку, економісти використовують й інші моделі, базуючись на ідеї присутності «добре видимої руки держави» (Т. Фрей, А. Шляйфер):

### «Рука, що допомагає»
«Рука, що допомагає» (англ. Helping Hand) (Walder, 1995) — опис ролі уряду в економіці Китаю, згідно з яким бюрократія щільно залучена до сприяння приватній економічній діяльності: вона підтримує одні фірми й пригнічує інші, часто маючи економічні й родинні зв'язки з підприємцями. Правове середовище має обмежену роль у цій моделі, оскільки саме від бюрократії залежить вирішення більшості спірних питань. Бюрократія корумпована, але корупція відносно обмежена і впорядкована.

### «Залізна рука»
«Залізна рука» (англ. Iron Hand) — крайня версія концепції «допомагаючої руки», яка представлена моделями економіки Південної Азії, таких як Корея та Сингапур.

### «Грабуюча рука»
«Грабуюча рука» (англ. Grabbing Hand) — держава втручається в економічну діяльність, але значно менш організовано, ніж у моделі «допомагаючої руки». Уряд складається з багатьох учасників, кожний з яких переслідує свої власні інтереси, включаючи хабарництво. Для публічних цілей бюрократія використовує риторику «допомогаючої руки», при цьому рідко має стабільну політичну платформу, залишаючись відносно незалежною від судової системи, та обтяжує бізнес різноманітними грабіжницькими регуляціями. У крайніх випадках, уряд стає суттєво дезорганізованим і втрачає здатність забезпечувати закон і порядок, які забезпечують базовий легальний захист. Наслідком цього стає приватний захист угод (контрактів).